# 고노자
고노자(高奴子, ?~?)는 고구려의 장수이다. 

## 생애
293년, 연나라의 모용외가 고구려를 침범하자, 500명의 고구려 기병으로 모용외가 이끄는 연나라군을 막아냈다. 그는 이 전투에서 북부소형(北部小兄)에서 대형(大兄)으로 진급되었으며 곡림(鵠林)을 식읍으로 받았다. 296년, 모용외가 다시 고구려를 침입하자 창조리의 추천으로 신성태수(新城太守)직에 오르게 되었다.

## 같이 보기
- 창조리
- 봉상왕
- 모용외